# Próba niewinności (serial telewizyjny)
Próba niewinności – brytyjski miniserial wyprodukowany przez Mammoth Screen oraz Agatha Christie Limited, który jest luźną adaptacją powieści  pod tym samym tytułem autorstwa  Agathy Christie. Serial był emitowany od 1 do 15 kwietnia 2018 roku przez BBC One, w Polsce zaś od 4 czerwca 2018 roku przez Canal+ Seriale.

## Fabuła
Fabułę serialu stanowią poszukiwania sprawcy morderstwa filantropki Rachel Argyll; o jej zabicie oskarżono jej przybranego syna. Po kilku latach doktor Arthur Calgary przedstawia nowe dowody, które wskazują, że Jack był niewinny, a prawdziwy morderca jest na wolności.

## Obsada
- Bill Nighy jako Leo Argyll
- Anthony Boyle jako Jack Argyll
- Anna Chancellor jako Rachel Argyll
- Morven Christie jako Kirsten Lindstrom
- Crystal Clarke jako Tina Argyll
- Christian Cooke jako Mickey Argyll
- Alice Eve jako Gwenda Vaughn
- Matthew Goode jako Philip Durrant
- Ella Purnell jako Hester Argyll
- Eleanor Tomlinson jako Mary Durrant
- Luke Treadaway jako doktor Arthur Calgary
- Brian McCardie jako Bellamy Gould
- Luke Murray jako młody Jack
- Hayden Robertson jako młody Hester
- Catriona McNicholl jako młoda Mary
- Abigail Conteh jako młoda Tina
- Rhys Lambert jako młody Mickey
- Frances Grey jako Lydia Gould
- Sammy Moore jako Clive
- Sandy Welch jako doktor Edwin Morsuch
- Sandy Batchelor jako Simon
- Stuart McQuarrie jako doktor
- Alexandra Finnie jako młoda Kirsten

## Odcinki
| Seria | Odcinki | Oryginalna emisja w BBC One | Oryginalna emisja w BBC One | Polska emisja w Canal+ Seriale | Polska emisja w Canal+ Seriale | Polska emisja w Canal+ Seriale |
| Seria | Odcinki | Premiera serii              | Koniec serii                | Premiera serii                 | Finał serii                    |                                |
| ----- | ------- | --------------------------- | --------------------------- | ------------------------------ | ------------------------------ | ------------------------------ |
| 1     | 3       | 1 kwietnia 2018             | 15 kwietnia 2018            | 4 czerwca 2018                 | 18 czerwca 2018                |                                |

## Produkcja
Na początku lipca 2017 roku stacja BBC One zamówiła miniserial na podstawie powieści Agatha Christie.